# Poison (banda)
Poison é uma banda americana de glam metal formada em 1983 em Mechanicsburg, Pensilvânia. A encarnação de maior sucesso da banda consiste no vocalista e guitarrista base Bret Michaels, o baterista Rikki Rockett, o guitarrista principal e backing vocal CC DeVille e o baixista Bobby Dall. Até o momento, já vendeu mais de 40 milhões de discos ao redor do mundo, sendo mais de 20 milhões só nos EUA. A Banda também já colocou dez singles no Top 40 da Billboard Hot 100, incluindo seis singles Top 10 e o single 1º lugar do Hot 100, "Every Rose Has Its Thorn".
Nos anos 2000, com a formação original de volta, a banda encontrou nova popularidade após a bem-sucedida turnê de retorno em 1999. A banda excursionou em quase todos os anos da década de 2000 em estádios e arenas superlotados. Membros da banda já lançaram vários álbuns solo e estrelaram bem-sucedidos reality-shows de TV. Após 25 anos, a banda continua gravando e excursionando em turnês.
Desde sua estreia em 1986, eles já lançaram nove álbuns de estúdio, quatro álbuns ao vivo, cinco coletâneas, e já emplacaram 28 singles nas rádios.

## Biografia

### O início (1983-1986)
A banda foi formada em 1983, consistindo no vocalista principal Bret Michaels, o guitarrista Matt Smith, o baixista Bobby Dall, e o baterista Rikki Rockett. Michaels e Rockett primeiramente se juntaram para formar uma banda chamada The Spectres, em Machanicsburg, Pensilvânia, EUA, e recrutaram Matt Smith e Bobby Dall, formando a banda Paris. Após tocarem na maior parte covers de canções de rock nos bares do lugar, eles finalmente se mudaram para Los Angeles em 06 de março de 1984, e mudaram o nome da banda para "Poison".

### A fama (1986-1992)

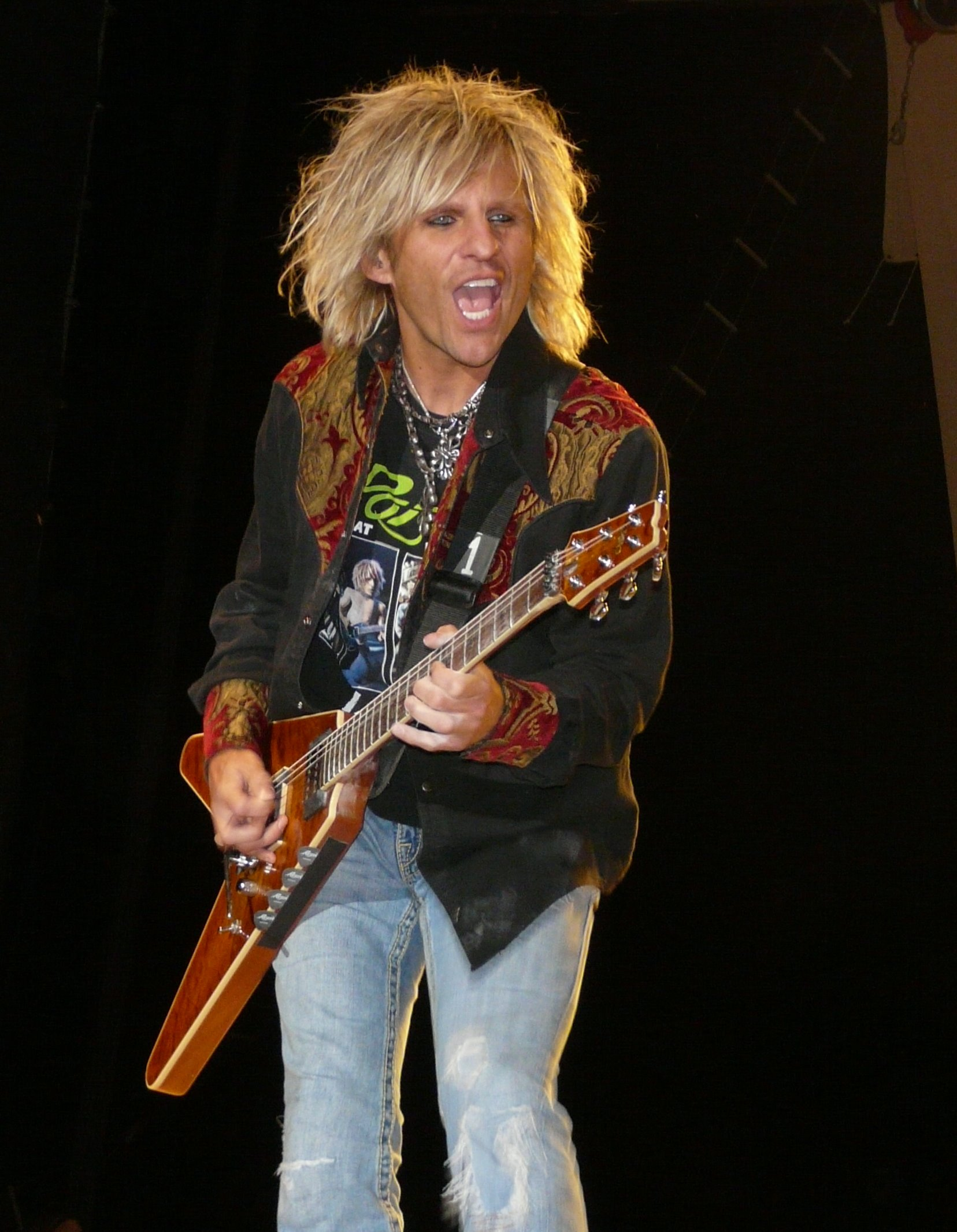
CC DeVille no Moondance Jam, 2008

O Poison promoveu-se ao longo da Sunset Trip, em Hollywood, passando de uma banda de estrada e tocando em famosos clubes locais. Durante este período, o empresário da banda negociou um acordo no qual um clube de West Hollywood, The Troubador, pagaria por shows. A esta altura, Matt Smith, que havia acabado de se tornar pai e preocupava-se com o futuro da banda, abandonou o projeto e voltou para a casa, na Pensilvânia. A banda realizou audições para contratar um substituto, chegando ao fim com três possíveis candidatos: Slash, que mais tarde viria a integrar o Guns N' Roses; Steve Silva, que tocava no The Joe Perry Project, junto com Joe Perry, lendário guitarrista do Aerosmith; e um guitarrista de Nova Iorque chamado C.C. DeVille. Embora Michaels e Dall inicialmente não gostaram de DeVille, no fim das contas a banda concordou que ele era a melhor escolha, devido a seu figurino e sua presença de palco.
Michaels, Dall, Rockett e DeVille assinaram com o selo independente Enigma Records, em 1986, por aproximadamente 30 mil dólares. O álbum de estreia, Look What the Cat Dragged In, foi lançado em 02 de agosto de 1986. Originalmente incluía apenas um single, "Cry Tough", mas o disco alcançou inesperado sucesso e subsequentemente emplacou outros três hits nas paradas: "Talk Dirty To Me" (composta por DeVille e tocada por ele na audição para ser membro da banda), "I Want Action" (que até hoje é clássico absoluto em todos os setlists dos shows), e "I Won't Forget You" (dedicada às famílias dos membros que ficaram na Pensilvânia). O álbum tornou-se o mais vendido da história da Enigma Records. Com pesada rotação na MTV, o álbum de estreia rendeu à banda turnês com companheiros de Glam Metal, como Ratt, Cinderella, e Quiet Riot, assim como uma participação no "Texxas Jam", em Dallas, EUA. As vendas do álbum já chegam a quatro milhões de cópias.
Em 1987, a banda gravou um cover de Rock And Roll All Nite, do Kiss, para a trilha-sonora de Less Than Zero.
O segundo álbum do Poison, Open Up and Say... Ahh!, foi lançado em 21 de maio de 1988. Alcançou o segundo lugar nas paradas americanas e até hoje já vendeu dez milhões de cópias no mundo todo. O disco inclui o maior hit da banda, Every Rose Has Its Thorn, junto com outros hits instantâneos, hoje tidos como clássicos, como "Nothin' But A Good Time", "Fallen Angel", e o cover dos Logins And Messina, "Your Mama Don't Dance". A primeira capa do álbum foi controversa, mostrando uma figura feminina demoníaca com uma longa e obscena língua. Uma versão censurada foi lançada em seguida, retratando apenas os olhos da figura. À altura em que a banda já havia excursionado com David Lee Roth em 1988, na Skyscraper Tour, ficou evidente que o Poison já tinha se tornado um sucesso ao vivo, podendo promover sua primeira turnê própria em Setembro de 1988. Em 1989, a banda consagrava-se como a sexta maior banda de Hard Rock dos EUA nos anos 80, atrás de Mötley Crüe, Def Leppard, Bon Jovi, Guns N' Roses e Aerosmith. Em 1989, lançaram seu primeiro álbum em vídeo, intitulado Sight for Sore Ears, que apresentava todos os clipes dos primeiros dois discos.
Conflitos persistiam em perseguir a banda. Bryn Bridenthal, chefe de publicidade da Geffen Records, deu um tapa de 1 milhão e cem mil dólares na banda, numa ação judicial em que os processou por ter sido banhada com bebidas e um balde de gelo numa festa da gravadora. Depois, a Sanctuary Music, primeira companhia empresarial da banda, teve arquivado um processo de 45 milhões de dólares contra a banda, por quebra de contrato. O Poison retaliou com acusações de gestão fraudulenta de fundos. As constantes brigas envolvendo Michaels lhe renderam mais ações judiciais em Tallahassee, Atlanta e Los Angeles.

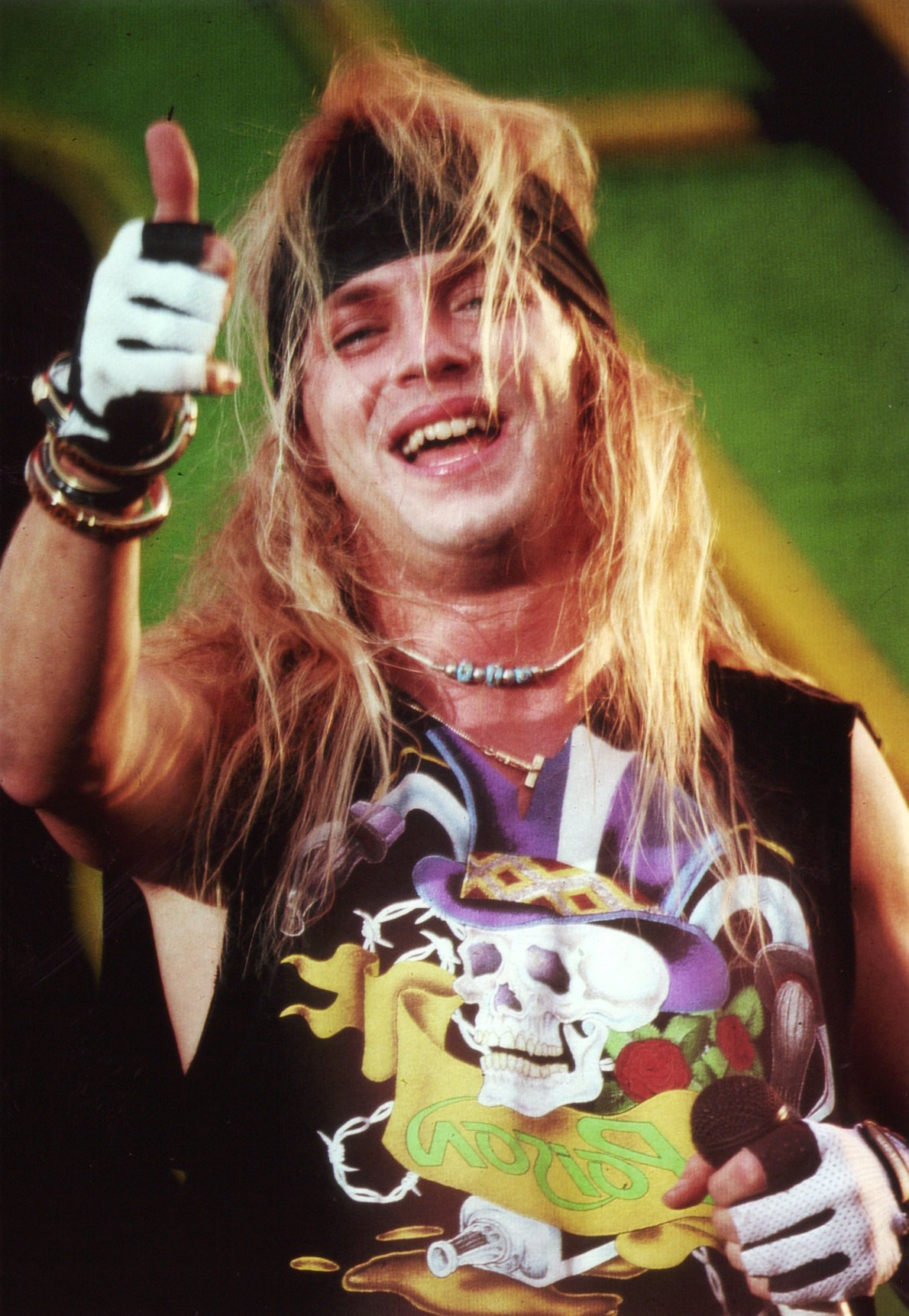
Bret Michaels em 1990

O Poison continuou a aderir ao lema "trabalhar duro e tocar bastante", do qual seguiu-se o terceiro álbum, Flesh & Blood, lançado em 21 de julho de 1990. Também fez estrondoso sucesso, alcançando o segundo lugar nas paradas e vendendo mais de oito milhões de cópias no mundo todo. O sucesso do disco solicitou mais uma turnê mundial. Deixando de lado sua imagem Glam e entrando de fato na década de 90, o Poison assumiu uma postura mais madura neste álbum. Numa entrevista à Screamer Magazine, Michaels explicou como o disco assinalou uma mudança no grupo: "Acho que, da mesma forma em que chocamos pessoas no início com o visual, agora vamos chocá-las um pouquinho com a música. Este disco é onde mostramos um pouco do outro lado da banda."
O Poison recebeu uma carta de agradecimento do Secretário da Defesa Americana Dick Cheney, por contribuir com 20 mil discos do álbum para elevar a moral das Tropas Americanas no Desert Storm, bem como por seu constante apoio às Forças Armadas.
O disco também apresentou uma capa alternativa, uma vez que a original apresentava o que parecia ser tinta e sangue escorrendo de uma tatuagem (algumas versões removeram a tinta). O disco tornou-se multiplatina, rendendo três singles-ouro: "Unskinny Bop", "Ride The Wind", e a balada "Something To Believe In", dedicada ao falecido James Kimo Maano, segurança da banda e melhor amigo de Bret Michaels. "Life Goes On" foi o quarto single lançado, e o último foi a faixa-título, "Flesh & Blood (Sacrifice)", cujo clipe foi banido da MTV por sua natureza explícita, mas que voltou à tona em 1991, na segunda coletânea de vídeos lançada, Flesh, Blood, & Videotape.
Uma das poucas aparições da banda no Reino Unido foi em 18 de agosto de 1990, no festival Monsters Of Rock, no verão de 1990. Whitesnake e Aerosmith, com as bandas Quireboys e Thunder no apoio. O evento foi transmitido pela BBC Radio 1.
Após dois anos consecutivos na estrada, os membros da banda se voltaram uns contra os outros em diferenças pessoais, vícios em drogas, etc. O Poison gravou inúmeras performances ao longo de 1990/1991 durante a Flesh & Blood World Tour, que foram lançadas em Novembro de 1991 como o quarto álbum da banda, Swallow This Live. O disco duplo apresentou faixas ao vivo dos três primeiros álbuns e quatro novas músicas de estúdio, incluindo "So Tell Me Why", que fora a última gravação antes da saída de C.C. DeVille da banda, ainda naquele ano. Eles também lançaram seu primeiro show em vídeo daquela mesma turnê, um VHS intitulado Swallow This Live: Flesh & Blood Tour.

### Mudanças (1992-1998)

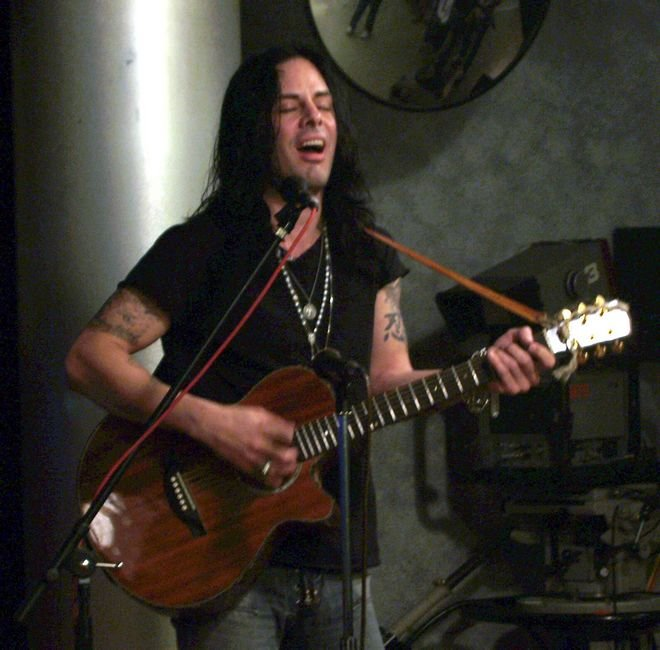
Richie Kotzen

Apesar do sucesso do Poison, o vício de DeVille em cocaína transformou-se num grande motivo de contendas na banda. Conflitos entre ele e Michaels culminaram numa briga física nos bastidores do MTV VMA de 1991, provocada por uma absurda performance ao vivo de DeVille. A banda havia sido escalada para tocar "Unskinny Bop", mas precisou ser interrompida durante a música por conta de uma parada comercial. Quando eles voltaram ao vivo, DeVille, sob efeito de álcool e drogas durante a performance, perdeu a noção e começou a tocar "Talk Dirty To Me". Durante a música, a guitarra de DeVille foi desconectada. Ele foi demitido e substituído pelo guitarrista pensilvaniano Richie Kotzen.
O quinto álbum do Poison, Native Tongue, foi lançado em 08 de fevereiro de 1993. O disco foi fortemente influenciado pelo estilo moderno de Kotzen, no que diz respeito a composição de letras e performances de guitarra. Marcou uma mudança para a banda, uma vez que abandonaram seus hinos sintonizados em festanças, para focarem assuntos mais sérios. O estilo musical, por sua vez, foi muito mais blues-rock orientado do que glam metal. Contendo os singles "Stand" (que apresenta o Primeiro Coral Gospel A.M.E. de Los Angeles nos vocais de apoio), "Until You Suffer Some (Fire And Ice)", e "Body Talk", o álbum recebeu resenhas em sua maioria positivas e recebeu Ouro, mas as vendas foram lentas, em comparação com os três trabalhos anteriores, vendendo apenas dois milhões de cópias no mundo todo. A banda saiu em turnê para promover o álbum, mas as tensões ressurgiram, desta vez entre Kotzen e o restante da banda. O futuro dele no grupo foi condenado ao fim quando descobriu-se que ele estava romanticamente envolvido com Deanna Eve, a noiva (à época) do baterista Rikki Rockett. Kotzen foi prontamente demitido, e substituído por Blues Saraceno, que completou a turnê mundial com a banda, incluindo os shows no famoso festival Hollywood Rock, realizado no Rio de Janeiro e em São Paulo, no Brasil, onde tocaram para cerca de 165 mil pessoas. Um show da Native Tongue World Tour foi lançado em VHS/DVD com o nome de Seven Days Live.
O Poison começou a gravar o sexto álbum, Crack A Smile, no início de 1994. As gravações foram bruscamente interrompidas em Maio daquele ano, quando Michaels envolveu-se num acidente de carro, onde ele perdeu o controle de sua Ferrari. Michaels teve fraturas no nariz, costelas, maxilar, dedos, e perdeu quatro dentes. Após sua recuperação em 1995, a banda continuou a gravação do álbum. O disco foi "arquivado" logo após isso, sem nenhuma previsão de data para lançamento. Ao invés disso, o selo de gravação optou por lançar uma coletânea, que apresentou duas novas faixas com Blues Saraceno na guitarra, "Sexual Thing" e "Lay Your Body Down". A primeira compilação da banda foi lançada em 26 de novembro de 1996 e alcançou o status de platina.
Bret Michaels voltou aos holofotes quando se envolveu com a modelo e atriz pornô Pamela Anderson. Uma versão resumida de uma fita de sexo explícito do casal apareceu na internet em 1998. Através de uma ação judicial, o casal conseguiu que o vídeo fosse removido da internet.
Bret Michaels e o ator e amigo Charlie Sheen fundaram uma companhia de produção chamada Sheen Michaels Entertainment. Em 1998, Michaels fez sua estreia como ator ao lado de Charlie e Martin Sheen no filme A Letter From Death Row, que foi escrito e dirigido por Michaels. Ele também lançou seu primeiro disco solo naquele mesmo ano, que foi a trilha-sonora do filme.

### A volta da formação original, o retorno à popularidade, álbuns solo ereality showsde TV (1999-atualmente)

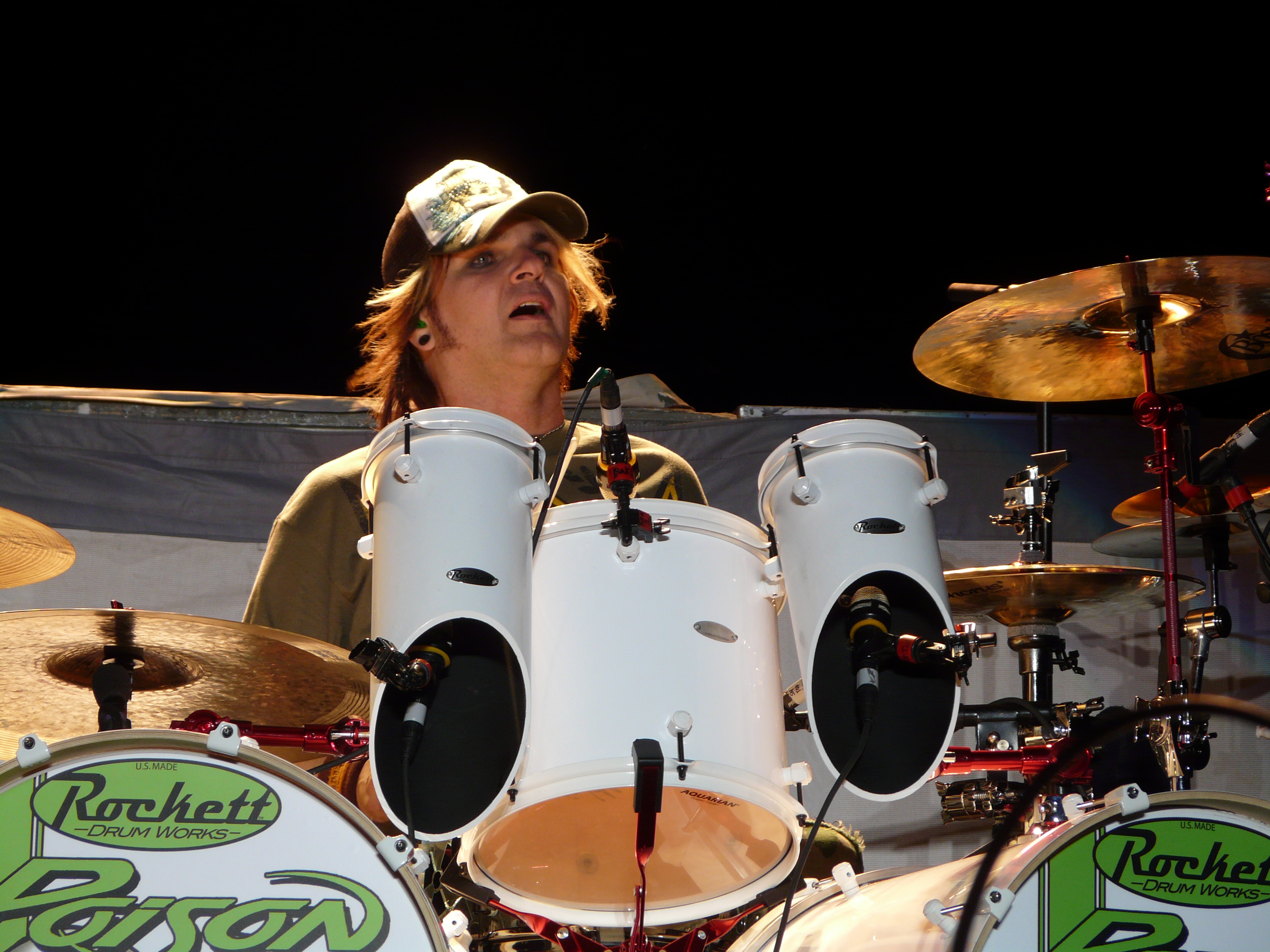
Rikki Rockett no Moondance Jam, 2008

Após vários anos separados, Bret Michaels e C.C. DeVille puderam resolver suas diferenças, sendo DeVille reintegrado ao Poison em 1999, substituindo Blues Saraceno.
Enquanto Bret e Rikki queriam gravar um novo álbum, Bobby e DeVille queriam sair em turnê primeiro. No início de 1999, Bret cedeu e votou a favor da turnê. A Greatest Hits Reunion Tour finalmente tomou espaço no verão de 1999. Com a formação original intacta, o Poison pôs o pé na estrada. A turnê de apoio da banda foi um sucesso, com o show no Pine Knob Amphitheater no metrô de Detroit desenhando o público máximo de 18 mil pessoas. A média de público dos shows da turnê foi de 12 mil. Uma aparição de verão no VH1's Behind The Music pareceu solidificar o retorno à popularidade da formação original, agora reunida. O núcleo mais duro dos fãs descobriu cópias de Crack a Smile pelos inúmeros bootlegs que foram divulgados, mas por pouco tempo, devido à evidente escassez na oferta. Os fãs clamavam por um lançamento oficial, temendo não só que o disco se tornasse um artigo de colecionadores, como também a possibilidade de se tornar "o maior álbum do Poison até aquela altura". Em 14 de março de 2000, Crack A Smile... And More! foi finalmente lançado, com faixas-bônus, para combater a indústria dos bootlegs. Os fãs o chamaram de "o álbum perdido". O disco reuniu verdadeiros hinos de festanças, como o single "Shut Up, Make Love" e a balada "Be The One", que continha traços da seriedade de Native Tongue. Entretanto, o álbum hospedou uma faixa perdida das gravações de Open Up And Say... Ahh!, assim como duas da versão original de Crack A Smile. "One More For The Bone" e "Set You Free", ambas faixas perdidas, foram originalmente planejadas para serem usadas como B-sides. Somado às faixas perdidas, gravações ao vivo da apresentação para o MTV Unplugged, em 1990, foram incluídas.
Após a reunião do Poison, C.C. logo lançou seu álbum solo Samantha 7 e o Poison também lançou Power To The People, seu primeiro álbum com C.C. em nove anos. O disco continha cinco novas faixas: "Power To The People" (que apresentava um videoclipe), "Can't Bring Me Down", "The Last Song", "Strange" e "I Hate Every Bone In You Body But Mine", esta última com C.C. nos vocais principais pela primeira vez. O restante do álbum apresentou performances ao vivo da turnê Greatest Hits em 1999. Em 2001, o Poison lançou na internet o single "Rockstar", como uma prévia do futuro novo álbum.
O sexto disco de estúdio do Poison, Hollyweird, foi lançado em 21 de maio de 2002. Foi o primeiro disco completo de estúdio desde o retorno de C.C. à banda. O álbum foi duramente criticado, tanto pelos críticos quanto pelos fãs, sendo acusado pela pobre qualidade de produção e a falta de uma música nova impactante. Um site popular disse "É lamacento, mal produzido, mal mixado, e apresenta fracos sons de bateria e guitarra." Outros revisadores ficaram mais impressionados, como a Allmusic, que declarou o disco como "um dos melhores álbuns do Poison, senão o melhor."
Sobre o cover do The Who, "Squeeze Box", Bobby Dall declarou: "Na verdade, foi ideia do Rikki, quando voltamos aos ensaios, para quebrar o gelo de um álbum novo, antes que começássemos a brigar e discutir sobre repertório, caímos de cabeça numa lista de covers e regravações. Foi a música que emperrou e eu achei que se encaixaria perfeitamente para a nossa banda. Tem uma grande melodia e um grande vocal, mas ao mesmo tempo parece esparso e sem definição, como uma lingueta aberta para nós."
"Shooting Star" também foi lançada como single para o disco, e foi colocada como a Parte 2 do single "Fallen Angel", do Open Up And Say... Ahh!.
O Poison lançou sua segunda coletânea, Best Of Ballads & Blues, em 2003. Continha uma versão acústica com nova letra para "Something To Believe In", assim como uma nova versão acústica de "Stand". Bret Michaels também lançou seu segundo disco solo Songs Of Life, que trouxe os singles "Bittersweet" e "Raine" (que apresentou um videoclipe e foi dedicada à sua filha). Em 7 de janeiro daquele ano, após quase 20 anos de Poison, Rikki Rockett lançou seu primeiro disco solo, Glitter 4 Your Soul, distribuído pela internet. O álbum foi um tributo ao glam rock dos anos 70.
Durante o verão de 2004, o Poison foi convidado para ser a banda de abertura do Kiss na turnê "Rock The Nation". O grupo passou um bom tempo na inatividade em 2005, no qual Bret Michaels lançou seu terceiro álbum solo, o influenciado pelo country rock Freedom Of Sound, que incluiu o single "All I Ever Needed", apresentando Jessica Andrews em dueto com Michaels, um videoclipe e aparecendo na posição 45ª da "Billboard 'Hot Country Songs'". O disco também incluiu também os singles "Right Now, Right Here" e "Open Road", que Bret tocou ao vivo no Nashville Star, um reality country de televisão, que apresentou ele mesmo como m dos juízes.
"Nothing But a Good Time" é apresentada no filme Grind, de 2003. A música vem à tona quando o personagem de Joey Kern põe para tocar um CD do Poison, que faz todos numa van começarem a cantar a música e assoviar o solo de guitarra. "Nothin' But A Good Time" também aparece nos filmes "Mr. And Mrs. Smith", e "The Rocker", de 2009.
Poison ao vivo no Homdel, Nova Jérsei, em 2006. Da esquerda para direita: C.C. DeVille, Rikki Rockett, Bret Michaels and Bobby Dall. Após um ano em pausa, o Poison voltou à cena musical. Eles comemoraram seu 20º aniversário com a "20 Years Of Rock Tour" no verão de 2006, com seus companheiros roqueiros Cinderella e Endeverafter abrindo os shows. A turnê tornou-se rapidamente uma das mais bem-sucedidas de 2006 nos EUA, com média de 10 mil pessoas por noite. Em complemento, a banda lançou uma coletânea de aniversário intitulada The Best Of Poison: 20 Years Of Rock, em Abril daquele ano. O álbum também apresenta um novo single, um cover do Grand Funk Railroad's, "We're An American Band", produzido por Don Was, que também apresenta um videoclipe. A coletânea estreou em 17º lugar, com 39.721 vendas na primeira semana, marcando o retorno do Poison ao Top 20 pela primeira vez desde 1993.
Em 01 de agosto de 2006, a Capitol Records lançou versões remasterizadas dos três primeiros álbuns do Poison: 'Look What The Cat Dragged In', 'Open Up And Say...Ahh!' e 'Flesh & Blood', em homenagem ao 20º aniversário da banda. Os três incluíram faixas-bônus. O primeiro trouxe a faixa extra "You Don't Mess Around With Jim", o segundo (que apresentou a capa outrora censurada),"Livin' For The Minute" e uma entrevista com a banda, e o terceiro apresenta duas faixas-bônus: uma versão alternativa de "Something to Believe In", e um cover instrumental dos Sex Pistols, "God Save The Queen".
C.C. DeVille apareceu no "The Surreal Life", reality de TV da VH1, em Março daquele ano, no mesmo dia em que voltou da reabilitação. "Your Mama Don't Dance" foi tocada no filme RV em 2006.
Durante o show em Atlanta em 25 de agosto daquele ano, Bret Michaels e Bobby Dall tiveram de ser separados pelos membros da banda e da equipe, após se agredirem no palco pouco antes do bis, com Michaels atirando seu microfone no baixista, e este atirando seu baixo em revide, machucando o joelho do vocalista. Michaels se desculpou depois, e declarou, "Vocês devem ter visto o último concerto do Poison em sua formação atual." A briga ocorreu antes do fim do primeiro set do show, com "Talk Dirty To Me". Após alguns momentos de tensão e um pedido de desculpas de Michaels, no qual ele explicou que "como irmãos, às vezes é preciso esclarecer as coisa", a banda encerrou o set. Dall deixou o palco imediatamente. Têm havido muitos conflitos físicos entre os membros da banda ao longo dos anos, mas este foi o primeiro a ocorrer no palco desde briga no palco desde aquela entre Michaels e C.C. DeVille no MTV VMA em 1991, embora aquela tenha ocorrido após a performance, não durante. A banda tirou um tempo de folga, enquanto Michaels continuou sua turnê solo.
Em 03 de janeiro de 2007, o Poison anunciou em sua página oficial no MySpace que gostariam que os fãs escolhessem clássicos do rock para o novo álbum de estúdio que estavam a preparar. As sugestões incluíram "Freebird", do Lynyrd Skynyrd, "The Ballroom Blitz", dos Sweet, e "You Shook Me All Night Long", do AC/DC, junto com a escolha óbvia: "Poison", de Alice Cooper. Em 28 de janeiro, Rikki Rockett explicou:
"O álbum estará pronto para uma turnê de verão do Poison. Este é o plano, de todo o modo. Obs: As músicas que estamos gravando não são o que vocês esperam".
Em 14 de fevereiro de 2007, foi anunciado pela VH1 que Bret Michaels teria seu próprio reality show, intitulado Rock Of Love With Bret Michaels, no qual mulheres competiriam por seu amor e provariam que conseguiriam lidar com a vida de rock star dele. O reality foi ao ar em julho de 2007.
Ainda em 2007, o Poison saiu em turnê com o Ratt. Lançaram um álbum de covers, chamado de Poison'd!, pela Capitol Records. O álbum entrou na posição 32ª das paradas da Billboard 200, e alcançou o 12º lugar no "Top Rock Albums", vendendo 21 mil cópias na primeira semana. O primeiro single, "What I Like About You"  apresentou um videoclipe da banda. O grupo White Lion' foi retirado da turnê por questões legais, sendo substituídos por Vains of Jenna. O segundo show "sold-out" de agosto, no Verizon Wireless Amphitheatre, em St. Louis, Missouri, EUA, foi gravado em vídeo, com o título POISON: LIVE, RAW & UNCUT, que estreou em 26 de outubro de 2007, como parte do "Heavy Metal Halloween". A banda também apareceu naquela noite no "Sound Off With Matt Pinfield".

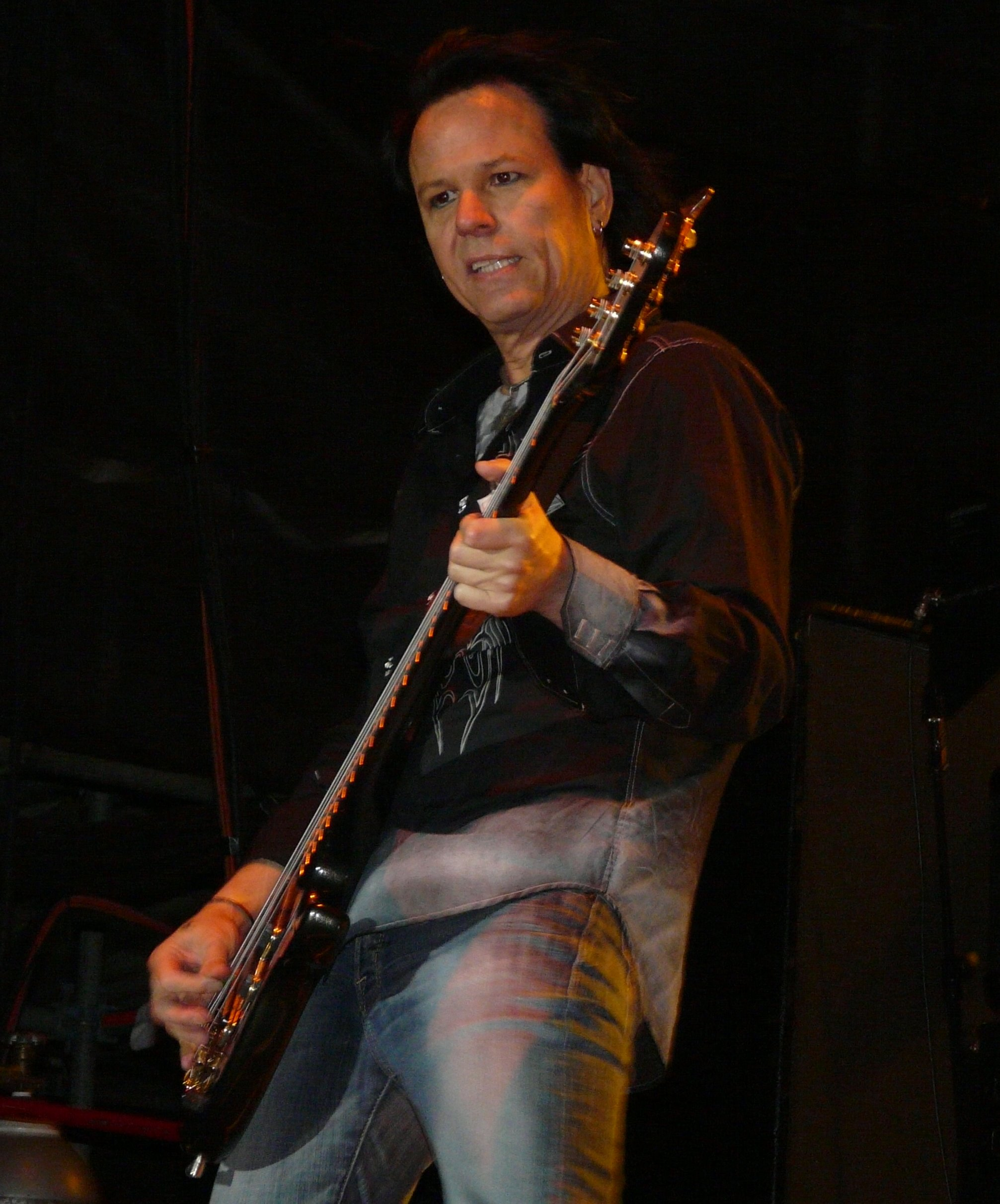
Bobby Dall no Moondance Jam, 2008

A banda tocou no "Rock2Wgtn Rock Festival" em Wellington, Nova Zelândia, no fim de semana de 22 e 23 de março de 2008. O festival também incluiu colegas lendários como Kiss, Ozzy Osbourne, Alice Cooper, Whitesnake, e foi encerrado por Lordi. O Poison tocou ao vivo no "Sweden Rock Festival" em 2008. Sebastian Bach foi escalado para abrir os shows desta turnê de 2008, junto com o Dokken.
Em 28 de março daquele ano, Rikki Rockett foi preso em Los Angeles por suspeita de estupro, após tomar um voo da Nova Zelândia. De acordo com os relatórios policiais, uma mulher de Neshoba County, Mississipi, prestou queixa de que, em 23 de setembro de 2007, Rockett a atacou sexualmente no seu quarto, no Silver Star Hotel & Casin, localizado numa reserva em Choctaw Indian. Rockett foi inocentado de todas as acusações, pois descobriu-se que ele não estava no Mississipi na época do alegado estupro, e que um homem chamado John Minskoff teria usou o nome de Rockett quando conheceu a mulher, pouco antes de estuprá-la.
Bret Michaels também estrelou a 2ª temporada de "Rock of Love With Bret Michaels". Ambas as temporadas foram bem-sucedidas, e conduziram a uma coletânea que continha alguns singles novos ouvidos no programa, incluindo a canção-tema "Go That Far", "Fallen" (ambas apresentaram videoclipes) e "Start Again". O álbum foi intitulado "Rock My World", e lançado em Junho de 2008. O disco alcançou a posição 40ª da "Billboard 200", 4ª no "Top Independent Albums", 4ª no "Top Hard Rock Albums" e 16ª no "Top Rock Albums".
O DVD ao vido do Poison intitulado "Live, Raw & Uncut" foi lançado em 15 de julho de 2008. Vendeu por volta de duas mil e quatrocentas cópias na primeira semana após o lançamento, estreando na 8ª posição das paradas do "Top Music Videos". Também em 2008 foi lançada em CD uma versão do DVD "Seven Days Live".
Em 2009, Bret Michaels estrelou a terceira temporada de "Rock of Love", intitulada "Rock of Love Bus", apresentando um videoclipe com tiradas das temporadas anteriores para o novo single "Driven (Rock Mix)". Foi lançado também um  box set do Poison, consistindo em 3 CDs de músicas do período 1986-2000. Em 14 de janeiro de 2009, Bret Michaels revelou planos de se juntar aos colegas roqueiros do Def Leppard, junto com o Cheap Trick para uma turnê de verão em 2009, encerrando uma breve rixa criada entre as duas bandas. Em entrevista, Joe Elliot afirmara que rejeitava o rótulo de "banda de Glam Metal" ao Def Leppard, vez que, segundo ele, as bandas desse estilo seriam sem conteúdo, valorizando mais o visual do que a música. Bret Michaels, ofendido pelo fato de o Poison ser uma das bandas pioneiras do estilo criticado por Elliot, retrucou acusando Elliot de dublar ao vivo. Com esta turnê conjunta, as diferenças pareceram liquidadas.
Em 7 de julho de 2009, o Poison fez uma aparição especial no "63rd Tony Awards", tocando "Nothin' But A Good Time" com o elenco de "Rock of Ages", que apresenta a canção durante a apresentação. Ao sair do palco, Bret Michaels foi atingido na cabeça por uma peça do cenário, sendo lançado ao chão, inconsciente. Ele teve o nariz fraturado e o lábio cortado, precisando de três pontos.
Em 23 de julho de 2009, o Poison desistiu da turnê de verão de 2009 que passaria por 42 cidades, com o Def Leppard e Cheap Trick.

## Discografia
| Álbuns de estúdio - Look What the Cat Dragged In (1986) - Open Up and Say... Ahh! (1988) - Flesh & Blood (1990) - Native Tongue (1993) - Crack a Smile... and More! (2000) - Power to the People (2000) - Hollyweird (2002) - Poison'd! (2007) Álbuns ao vivo - Swallow This Live (1991) - Live, Raw & Uncut (2008) Compilações - Poison's Greatest Hits: 1986–1996 (1996) - Best of Ballads & Blues (2003) - The Best of Poison: 20 Years of Rock (2006) - Double Dose: Ultimate Hits (2010) Box sets - Poison – Box Set (Collector's Edition) (2009) | - "Talk Dirty to Me" (1987) #9 US; #67 UK - "Cry Tough" (1987) #97 UK - "I Want Action" (1987) #50 US - "I Won't Forget You" (1987) #13 US - "Nothin' But A Good Time" (1988) #6 US; #35 UK - "Fallen Angel" (1988) #12 US; #59 UK - "Every Rose Has Its Thorn" (1988) #1 (3 weeks) US; #13 UK - "Your Mama Don't Dance" (1989) #10 US; #13 UK - "Unskinny Bop" (1990) #3 US; #15 UK - "Something to Believe In" (1990) #4 US; #35 UK - "So Tell Me Why (1990) #25 UK - "Ride the Wind" (1991) #38 US - "Life Goes On" (1991) #35 US - "Stand" (1993) #50 US; #25 UK - "Until You Suffer Some (Fire And Ice)" (1993) #32 UK |